# Adschika

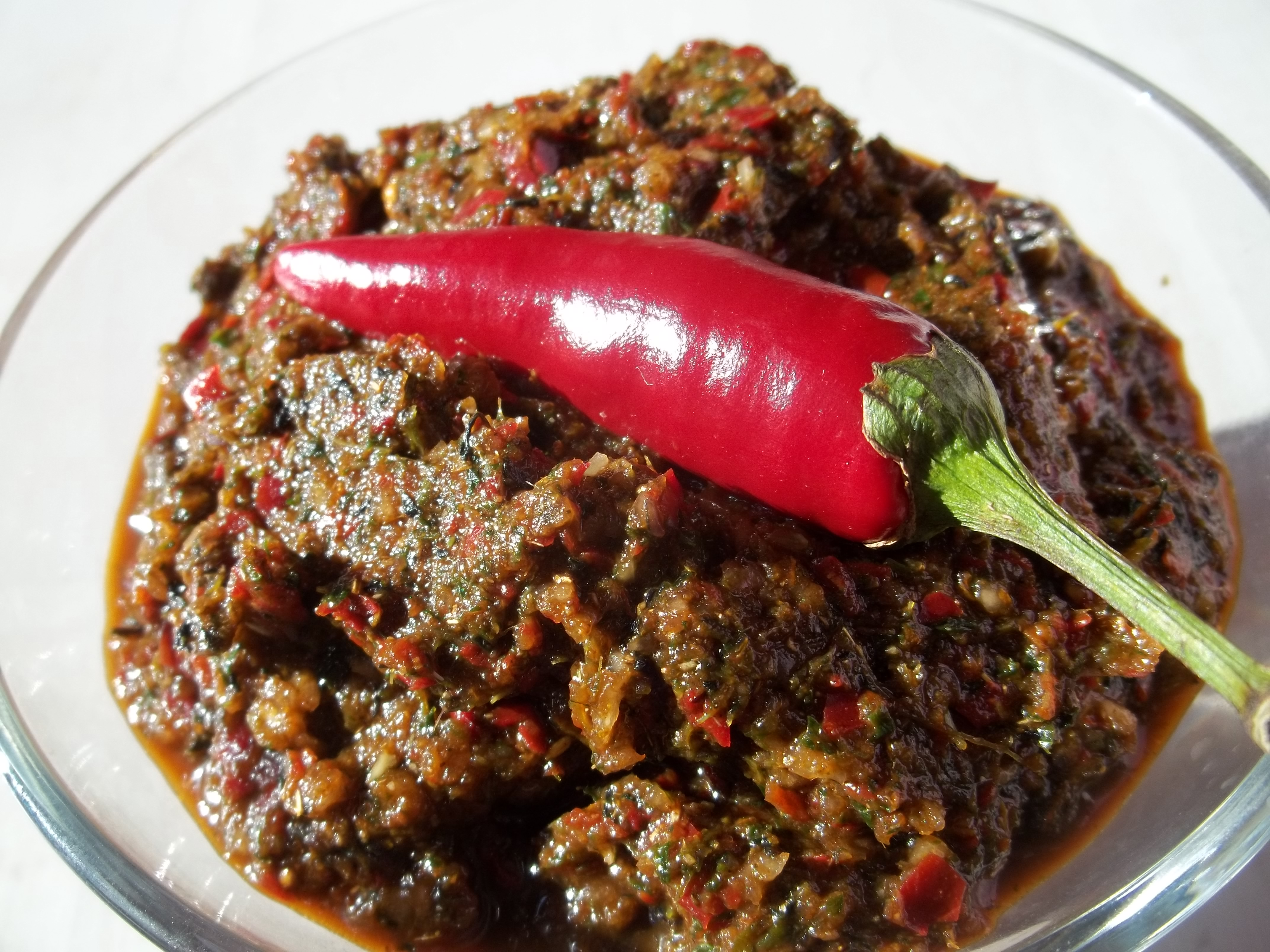
Mingrelische Adschika

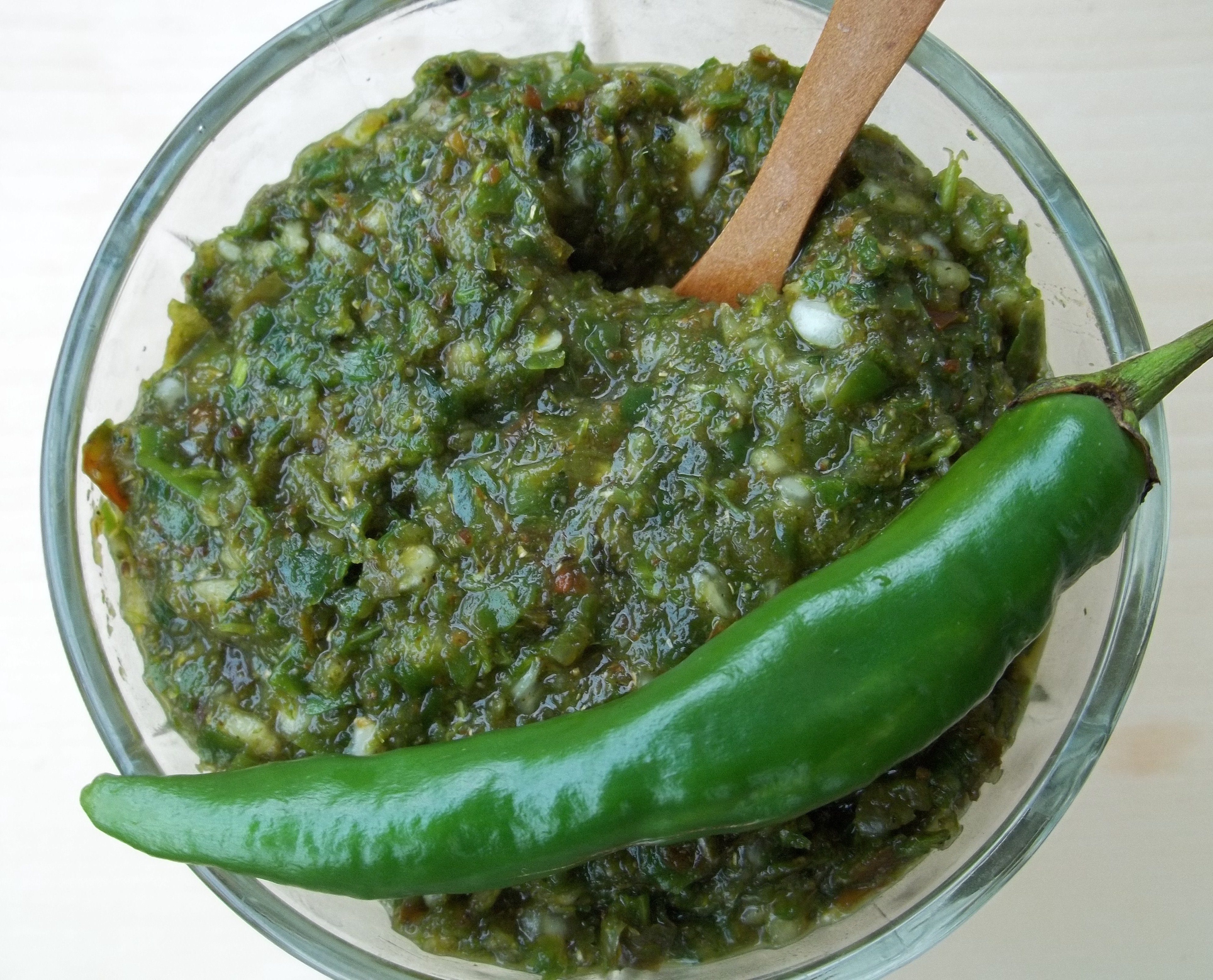
Grüne Adschika

Adschika (abchasisch аџьыка, georgisch აჯიკა, Adjika oder Adgika geschrieben, türkisch acuka) ist eine Würzpaste (Relish), die in der georgischen und türkischen Küche meist zu Fleisch, Geflügel und Fisch gereicht wird.   In der Türkei wird es oft als Meze serviert.
Adschika besteht aus scharfen Peperoni und verschiedenen ortstypischen Kräutern. Es gibt sie in den Farben rot und grün. Für rote Adschika werden reife, für grüne Adschika unreife Peperoni verwendet. Die Sauce besteht in der Regel aus den Peperoni, Öl, Zwiebeln, Knoblauch, Koriander, Dill, Schabzigerklee, gemahlenen Nüssen, Salz und kann mit anderen Kräutern und Gewürzen ergänzt werden.
Die Sauce stammt ursprünglich aus den Regionen Mingrelien und Abchasien im westlichen Georgien. Sie ist inzwischen im gesamten Kaukasus und in Russland beliebt. Dort wird selbstgemachte Adschika auf Märkten gehandelt. Sie ist auch als Konserve im Lebensmittelhandel erhältlich.
Je nach regionaler Tradition werden für die Sauce bestimmte Gewürze reichhaltiger als andere verwendet. Dadurch entstehen eher pikant-scharfe oder fruchtige Varianten. In der Region um Kutaissi beispielsweise ist Knoblauch-Adschika beliebt, in der Region um Sugdidi bevorzugt man Kräuter-Adschika.